# Sonia Ursu
Sonia Ursu, coniugata Kim (Suceava, 24 luglio 1993), è una cestista rumena con cittadinanza sudcoreana.

## Carriera
Con la Romania ha disputato i Campionati europei del 2015.